# پرچم اتحادیه آفریقا
پرچم اتحادیه آفریقا که در حال حاضر رسمی شناخته می‌شود، در چهاردهمین اجلاس عادی مجمع سران کشورها و دولت‌ها که در ۳۱ ژانویۀ ۲۰۱۰ در آدیس آبابا برگزار شد به تصویب رسید.